# Sala dell’Albergo
Sala dell’Albergo wurde der Raum genannt, in dem der Vorstand (banco) der großen venezianischen Bruderschaften tagte. Dieser Raum befindet sich im Obergeschoss des Verwaltungstraktes der Scuole, der gewöhnlich einen separaten Eingang hat neben dem Haupteingang mit der großen Eingangshalle und dem großen Bruderschaftssaal, zu dem eine repräsentative Treppe führt. Die Bezeichnung Albergo für den Verwaltungstrakt kommt wahrscheinlich daher, dass die Scuole auch Räumlichkeiten hatten, wo man übernachten konnte, z. B. wenn es nicht möglich war, bei widrigen Witterungsverhältnissen zu anderen Inseln zu fahren. Die Sala dell’Albergo war prächtig ausgestattet und die Gemälde dort nahmen Bezug auf die Geschichte der Scoula oder die Funktion des Raumes.
So stellt der zwischen 1494 und 1505/10 gefertigte Bilderzyklus in der Scuola Grande di San Giovanni Evangelista die Geschichte und Wunder der Kreuzesreliquie dar, die diese Scuola 1369 anlässlich seines Besuches in Venedig vom Großkanzler von Zypern, Philippe de Mézières, geschenkt bekommen hatte. Die Ausstattung der meisten Scuole ist nach deren Auflösung durch Napoleon verlorengegangen. Sechs der ursprünglich neun Gemälde aus der Sala dell’Albergo der Scuola San Giovanni Evangelista befinden sich in der Galleria dell’Accademia.
Original erhalten ist die Ausstattung der Scuola Grande di San Rocco, da diese Scuola als einzige auf inständiges Bitten der Bürger nicht geschlossen wurde. Erhalten sind in deren Sala dell’Albergo Wandvertäfelungen aus dem 16. Jahrhundert, Gestühl für die Vorsteher der Bruderschaft, ein Altar, Wand- und Deckengemälde Tintorettos und die geschnitzte und vergoldete Kassettendecke.
Die Gemälde im Albergo der Scuola Grande di Santa Maria della Carità nehmen überwiegend Bezug auf die Mitgiftgabe an bedürftige Bräute, über die hier beraten und deren feierliche Verleihung durch die Scuola hier zelebriert wurde: Tizians Tempelgang Mariens befindet sich am Originalort, der heute zur Galleria dell'Accademia gehört.